# Good Music Productions
Good Music Productions – polska niezależna agencja koncertowa założona w 2000 roku w Warszawie.

## Historia
Agencja powstała w 2000 roku z inicjatywy Moniki Klonowskiej, posiadającej wieloletnie doświadczenie w prowadzenie impresariatu oraz organizacji i produkcji koncertów pod szyldem Międzynarodowego Festiwalu Jazzowego Jazz Jamboree w latach 1997-1999; oraz Michała Zioło, posiadającego wieloletnie doświadczenie w organizacji imprez klubowych i promowaniu kultury klubowej w Polsce, dziennikarza, wieloletniego pracownika PolyGram/Universal Music Polska.
W 2006 roku, w plebiscycie Nocne Marki magazynu Aktivist, agencja Good Music Productions została wybrana „Najlepszą Agencją Promocyjną roku 2006”. Otrzymała również nominacje w kategorii ‘Najlepszy Festiwal’ za Summer of Music Festival oraz FreeFormFestival. Good Music Productions ma w swoim dorobku współpracę z artystami takimi jak: Erykah Badu
Iggy Pop & The Stooges
Jill Scott
Angie Stone
Ayo
Kelis
Suzan Vega, 
Macy Gray, 
Gotan Project, 
Vaya Con Dios, 
Roisin Murphy / Moloko, 
Pet Shop Boys, 
Daft Punk, 
Bebel Gilberto, 
Nouvelle Vague, 
Marianne Faithfull, 
Tanita Tikaram, 
Marillion, 
Stereo Mc’s, 
The Brand New Heavies, 
Pink Martini, 
SKYE, 
Telepopmusik, 
Incognito, 
Ian Brown, 
Thievery Corporation, 
De Phazz, 
Queens of the Stone Age, 
Archive, 
Us 3, 
Cinematic Orchestra, 
Hooverphonic, 
Herbaliser, 
Nicola Conte, 
Jose Gonzalez, 
Lura, 
Coldcut, 
Peaches, 
Gordon Haskell, 
The Matthew Herbert Big Band, 
Clawfinger, 
Richard Galliano i Michel Portal, 
Planet Funk, 
Rachid Taha, 
Gabin, 
D’Sound, 
Roots Manuva.

## FreeFormFestival
FreeFormFestival to festiwal muzyczny odbywający się od 2005 do 2014 roku w Warszawie, organizowany przez Good Music Productions. W programie festiwalu znajdują się wydarzenia muzyczne: koncerty, live acty, sety djskie, ale także pokazy audiowizualne, filmy krótko i pełnometrażowe, video art, reportaże, dokumenty oraz ekspozycje młodego polskiego dizajnu. W trakcie pięciu edycji festiwalu wystąpiło poned 60 artystów z Polski i Europy. Celem festiwalu jest prezentacja nowości muzycznych na rynku europejskim i światowym oraz wyznaczanie nowych trendów w kulturze.